# Parc national de la Chapada dos Veadeiros
Le parc national de la Chapada dos Veadeiros (en portugais Parque Nacional da Chapada dos Veadeiros) est une zone protégée du Brésil, située dans l'État de Goiás entre les municipalités de Alto Paraíso de Goiás, Cavalcante, Teresina de Goiás et São João d’Aliança.
Il couvre aujourd'hui une surface de près de 240 611 hectares en plein coeur du cerrado, une savane d'Amérique du Sud dotée d'une biodiversité remarquable. Drainé par le Rio Preto, un affluent du Rio Tocantins, le site possède de nombreuses cascades et de nombreux plans d'eau qui font de lui une destination touristique privilégiée.
Depuis 2001, le parc est inscrit sur la liste du patrimoine mondial de l'UNESCO.

## Géographie et géologie
La Chapada dos Veadeiros est un important centre de dispersion des drains, la plupart de ses rivières creusant des vallées en forme de « V ». Le principal est la rivière Preto, un affluent de la rivière Tocantins, qui forme plusieurs cascades le long de son cours, notamment deux chutes de 80 et 120 m de haut respectivement.
La légende voudrait que le parc soit situé sur un gigantesque quartz rose faisant perdre le nord aux boussoles.

## Histoire
Le nom d'une des cascades du parc (Garimpão) témoigne de la présence de chercheurs d'or (garimpeiros) et de cristal dans la région. Avant la colonisation, elle était habitée par le peuple Ãwa (aussi appelé Avá-canoeiro). Ce dernier a particulièrement été affecté par le processus de colonisation ainsi que par sa mise-en-esclavage et l'extermination progressive de ses membres,.
Le parc a été créé par le président de la République Juscelino Kubitschek, le 11 janvier 1961, sous l'appellation de parc national du Tocantins. En 1972, perdant les terres sur les rives de la rivière Tocantins, le parc a adopté son nom actuel. En 2017, cependant, le parc a été étendu par un décret à l’occasion de la Journée mondiale de l’environnement à ses 240 000 hectares actuels.

## Faune et flore
En ce qui concerne la flore, 1 476 espèces de plantes ont déjà été identifiées dans le parc, sur les 6 429 qui existent dans le biome du cerrado. Le Paepalanthus chiquitensis, appelé chuverinho do cerrado en portugais et pouvant aller jusqu'à 2 mètres de longueur, en est la fleur emblématique.
Parmi la cinquantaine classées comme rares, endémiques ou en danger d’extinction dans la région, le parc national compte 196 espèces de mammifères, 837 d'oiseaux, 184 de reptiles, 1 200 de poissons et plus de 90 000 insectes.
En randonnant au sein du parc, il est possible d'observer le loup à crinière (lobo guará), le cerf des pampas (veado campeiro), le tamandua ainsi que de nombreux aras multicolores, nandous, perruches (periquitos), vautours royal et faucons. Le cerrado est également l'habitat des jaguars (onças pintadas), un des symboles officieux du Brésil.

## Gestion du parc et conditions d'accès
Sous l'impulsion de Jair Bolsonaro le parc a été privatisé en 2019. Il est depuis sous concession de l'entreprise Parquetur, spécialisée dans la gestion espaces naturels qui possède à l'heure actuelle cinq autres parcs, dont le Parc national de la Chapada dos Guimarães. Son administration est néanmoins partagée avec l'Institut Chico Mendes, son ancien gestionnaire.
Le parc national est situé aux abords du village de São Jorge. En juin 2025, le prix du parking s'élève à 35 réaux pour la journée. Depuis sa privatrisation, son accès est payant et coûte 47 réaux (tarif normal) ou 23,50 réaux (tarif préférentiel pour les étudiants, les séniors et les personnes handicapées). Il est conseillé de réserver son entrée sur le site internet du parc et de respecter l'horaire de fermeture, fixé à dix-huit heures.

## Chemins de randonnée
Le parc national propose trois chemins de randonnées menant toutes à des cascades et des zones baignables non-surveillées.
Le chemin jaune (d'une longueur d'une 4,5km) conduit aux cascades Saltos, Carrosel et Corredeiras et offre un panorama exceptionnel (mirante) sur la vallée. Sa difficulté est avancée. Pour le retour, un service de transport jusqu'à l'entrée du parc est proposé pour la somme de 40 réaux.
Le chemin rouge (d'une longueur de 6,5 km) débouche sur la cascade Carioca et sur deux canions. Sa difficulté est modérée.
Le chemin bleu (d'une longueur de 850m) permet de se rendre à la cascade Seriema. Sa difficulté est facile. Durant la période sèche (de juin à octobre), son accès est restreint.
La traversée (travessia, d'une longueur de 23km) mène aux chutes Sete Quedas. Ce chemin est considéré comme le plus difficile.
Des visites nocturnes sont également proposées, à condition de faire appel à un guide agrémenté par l'Institut Chico Mendes et de payer l'entrée du parc.

## Fréquentation
Selon une étude de l'Etat de Goiás menée entre 2017 et 2019, une écrasante majorité des touristes étaient Brésiliens (97%), suivis des Français (0,36%) et des Allemands (0,32%). Durant la même période, près de 215 000 personnes ont visité le parc.
En 2024, le parc national était placé neuvième sur la liste des destinations touristiques les plus désirées par les Brésiliennes et les Brésiliennes, juste après le site de Bonito (Mato Grosso do Sul).
São Jorge est réputé pour être, avec São Thomé das Letras, un haut lieu du tourisme ésotérique au Brésil. Les récits d'OVNI sont si nombreux que la mascotte du village est un petit homme vert, que l'on trouve à l'entrée des boutiques de souvenirs et des restaurants,.

## Dans la culture
Un timbre-poste du Brésil émis en 2006 lui a été consacré. Y figurent les monts Baleia, ainsi que des représentants de la flore et de la faune du parc (le palmier Mauritia flexuosa, des fleurs de Paepalanthus et de Vellosia flavicans et le loup à crinière (Chrysocyon brachyurus, lobo guará au Brésil).

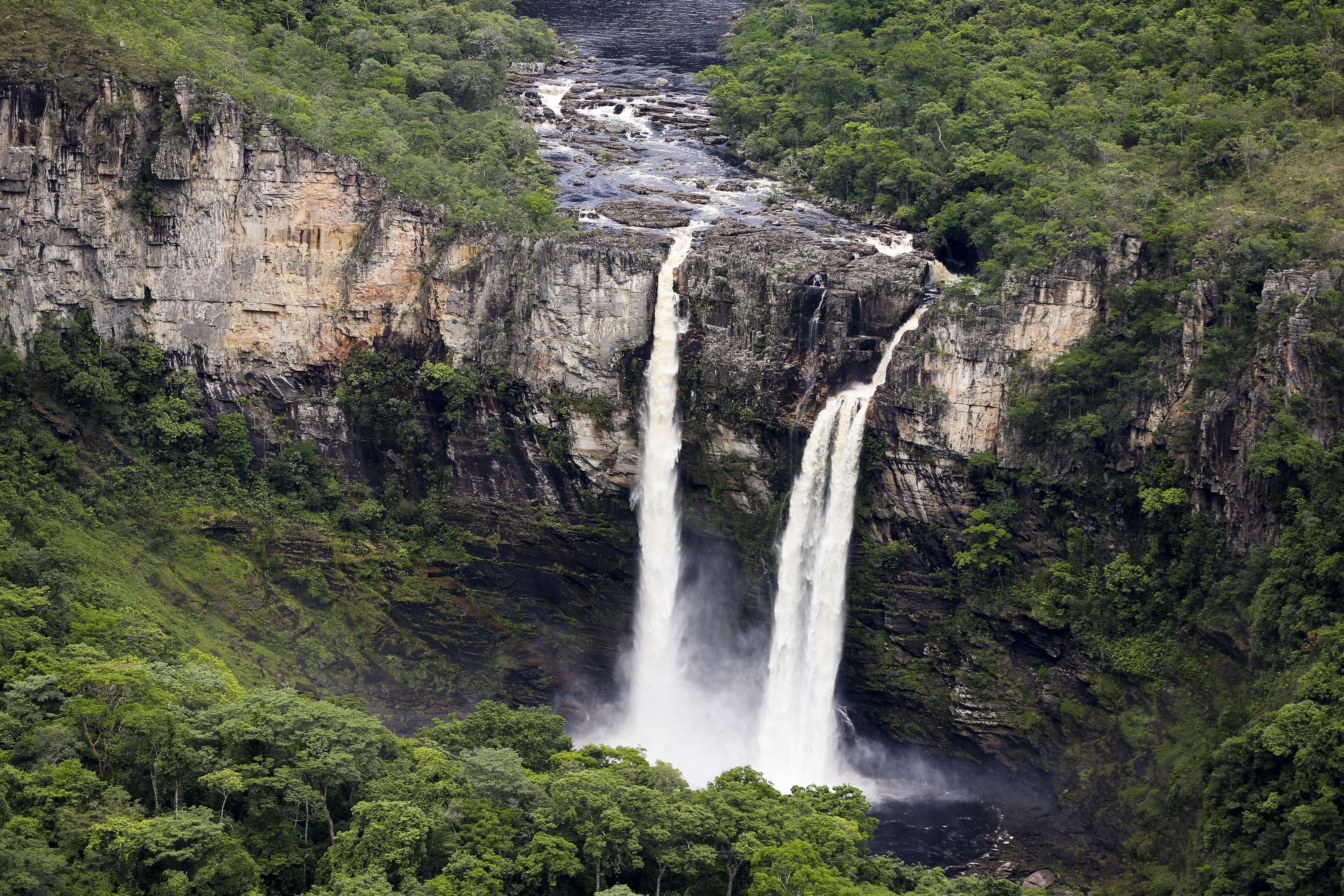
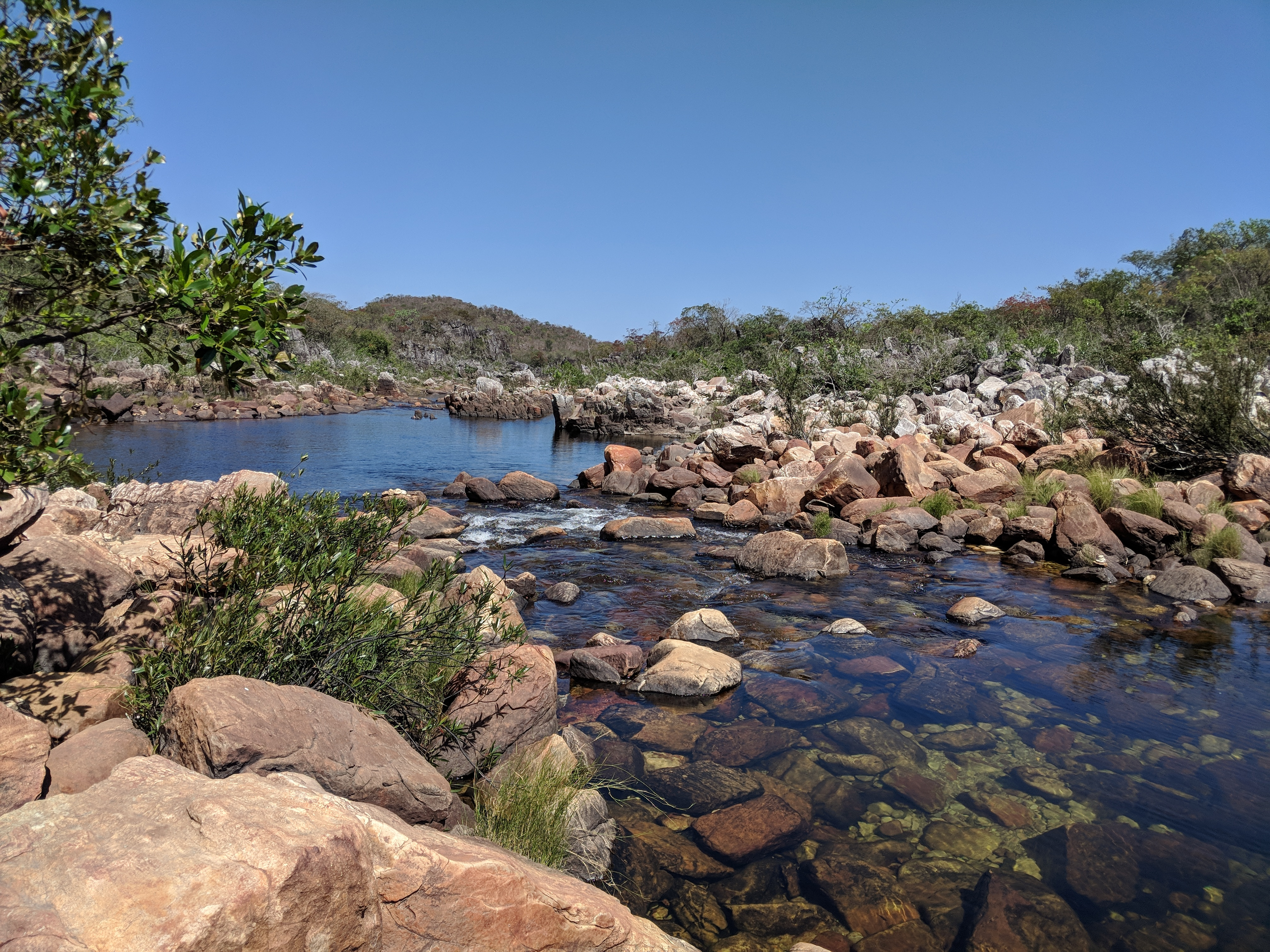
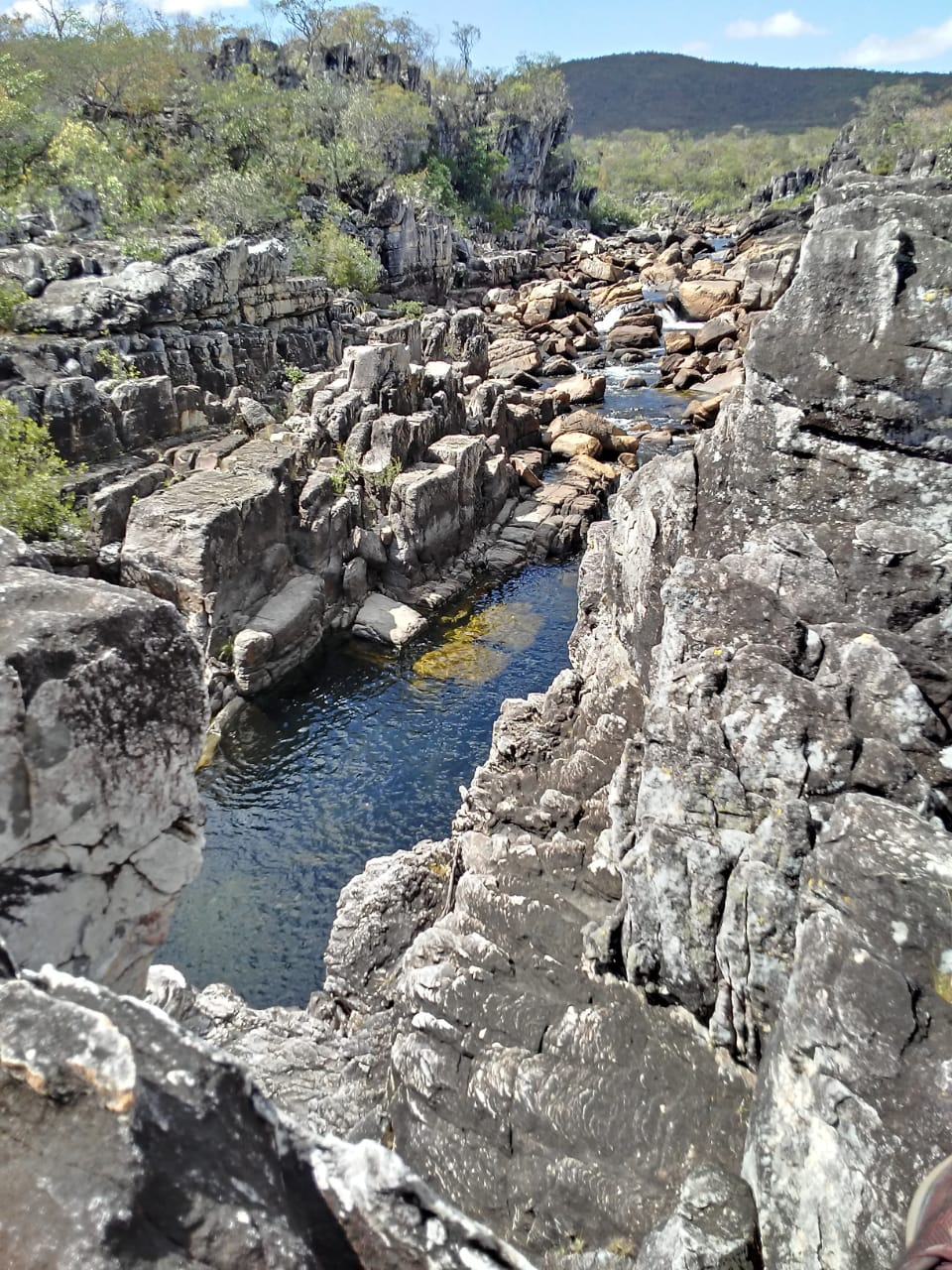
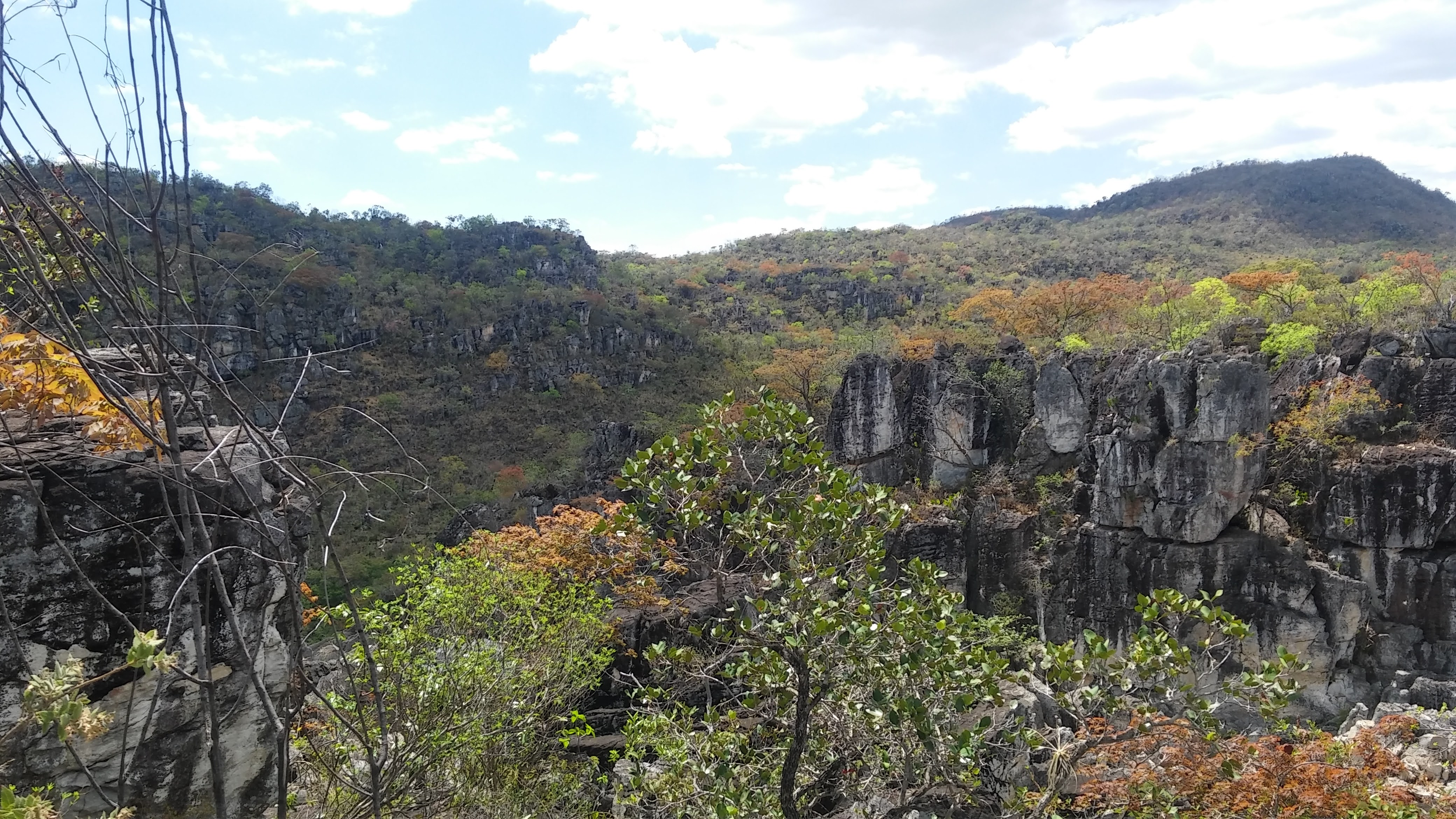
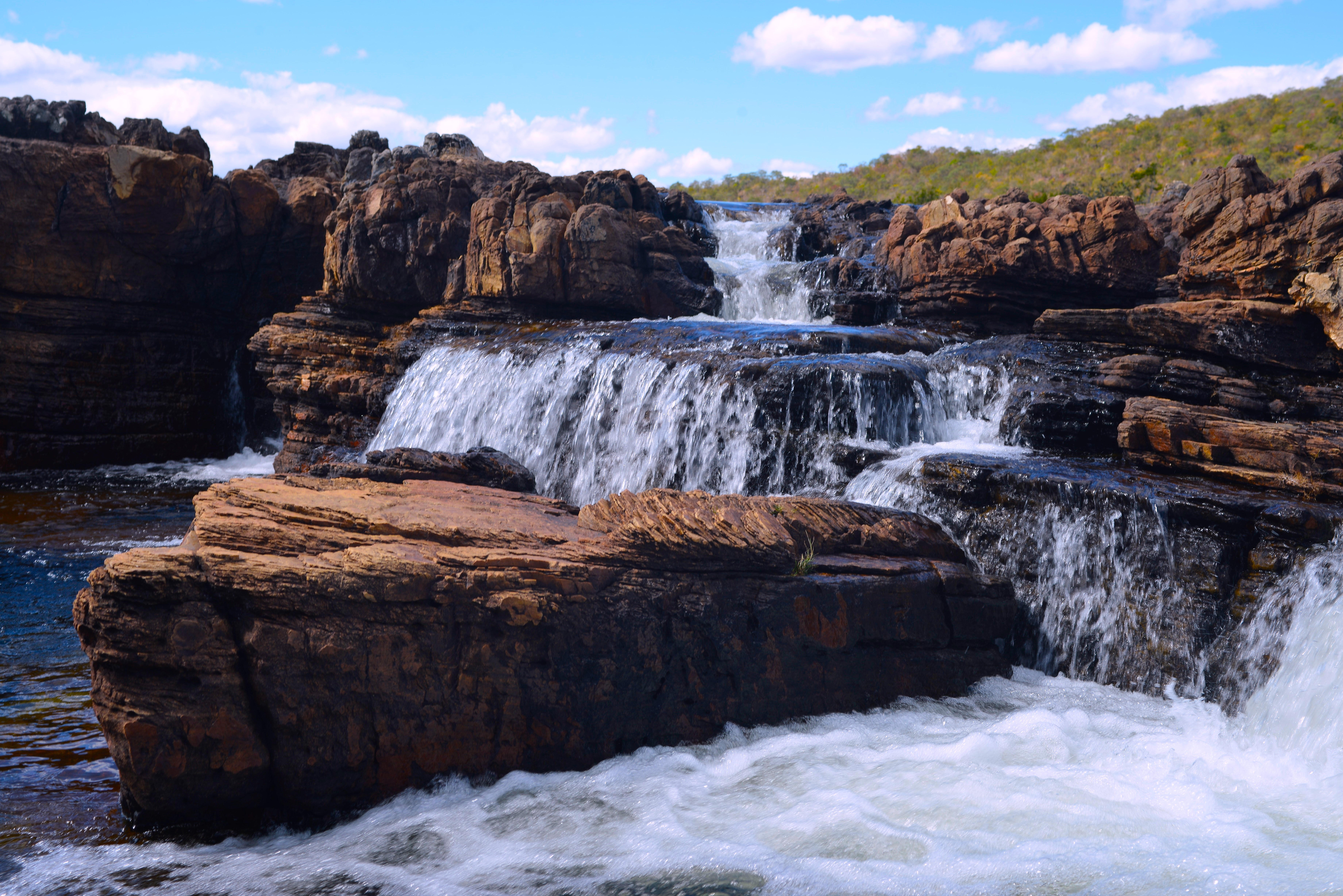
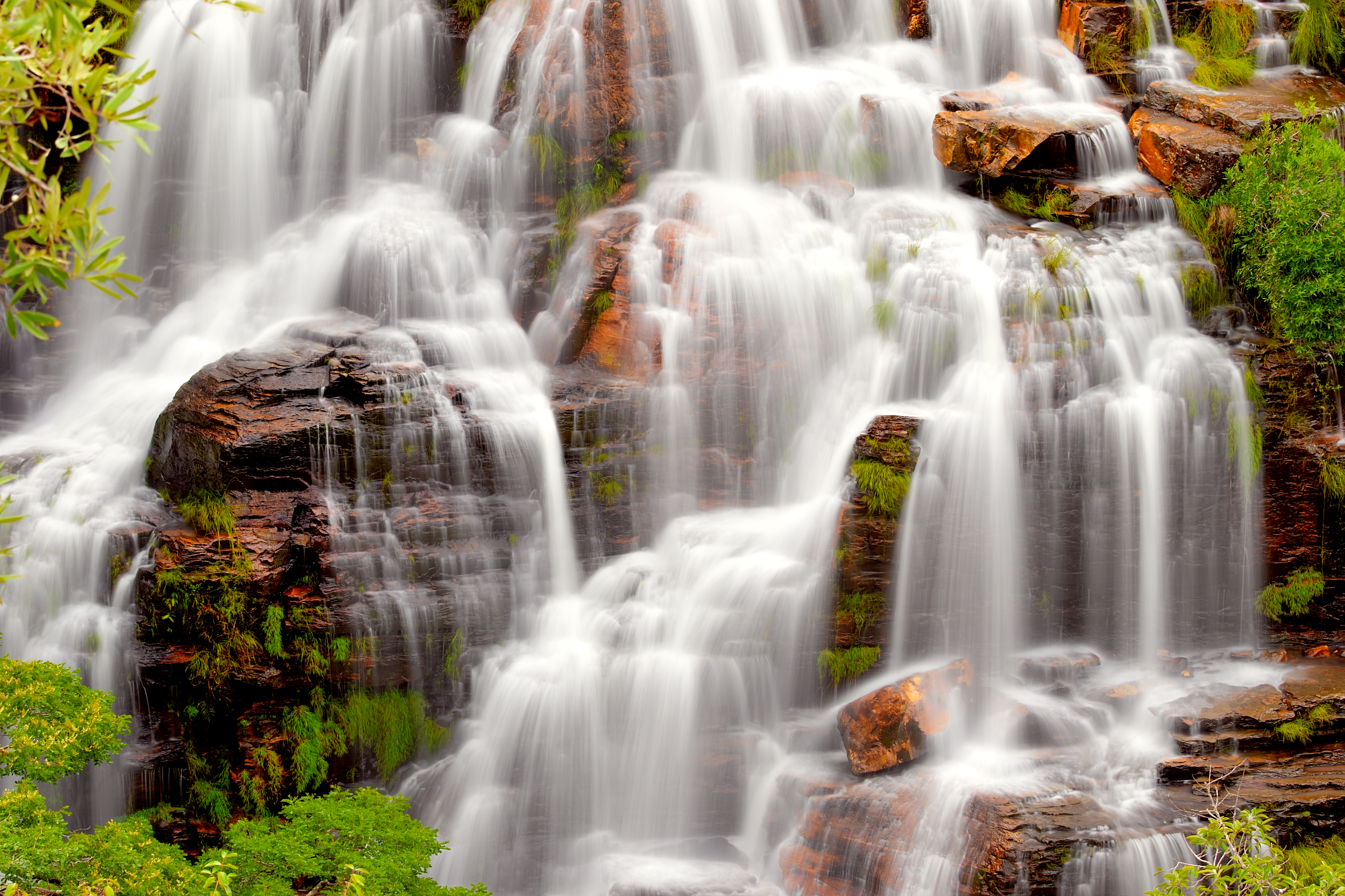
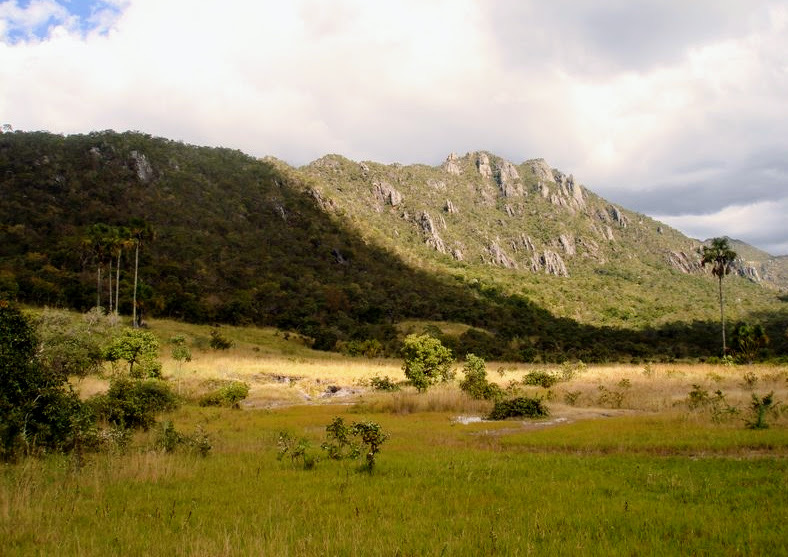